# Krzykowice (województwo pomorskie)
Krzykowice – kolonia w Polsce położona w województwie pomorskim, w powiecie wejherowskim, w gminie Łęczyce.